# Merja Zerga
 (décembre 2019).
Si vous disposez d'ouvrages ou d'articles de référence ou si vous connaissez des sites web de qualité traitant du thème abordé ici, merci de compléter l'article en donnant les références utiles à sa vérifiabilité et en les liant à la section « Notes et références ».
La Merja Zerga est une lagune marocaine protégée pour la préservation de la biodiversité[Où ?]. Il[Qui ?] relève de la convention de Ramsar en 1980.

## Situation géographique
Merja Zerga est située à l'extrémité nord-ouest de la plaine du Gharb, juste au sud du village balnéaire de Moulay Bousselham à 70 km au nord de Kénitra et à 35 km au sud de Larache. Elle dépend des communes de Moulay Bousselham et Sidi Mohamed Lahmer. 
La Merja Zerga mesure entre 8 et 9 km de longueur pour une largeur d'environ 5 km. Sa profondeur varie de 0,50 m à 1,50 m.

## Faune

### Mammifères
- Mus musculus ;
- Gerbillus campestris ;
- Lepus capensis, le Lièvre du Cap ;
- Lutra lutra, la Loutre d'Europe qui est l'animal le plus menacé de la réserve.

### Poissons
On dénombre dix espèces de poissons dont Anguilla anguilla.

### Coquillages
- Venerupis decussatus.

### Reptiles
Les reptiles terrestres sont bien représentés avec douze espèces telles que :
- Acanthodactylus erythrurus ;
- Chalcides mionecton.

On trouve également des tortues terrestres comme la Tortue grecque terrestre.
Les reptiles aquatiques sont représentés par les tortues d'eau douce dont Mauremys leprosa.